# 周文

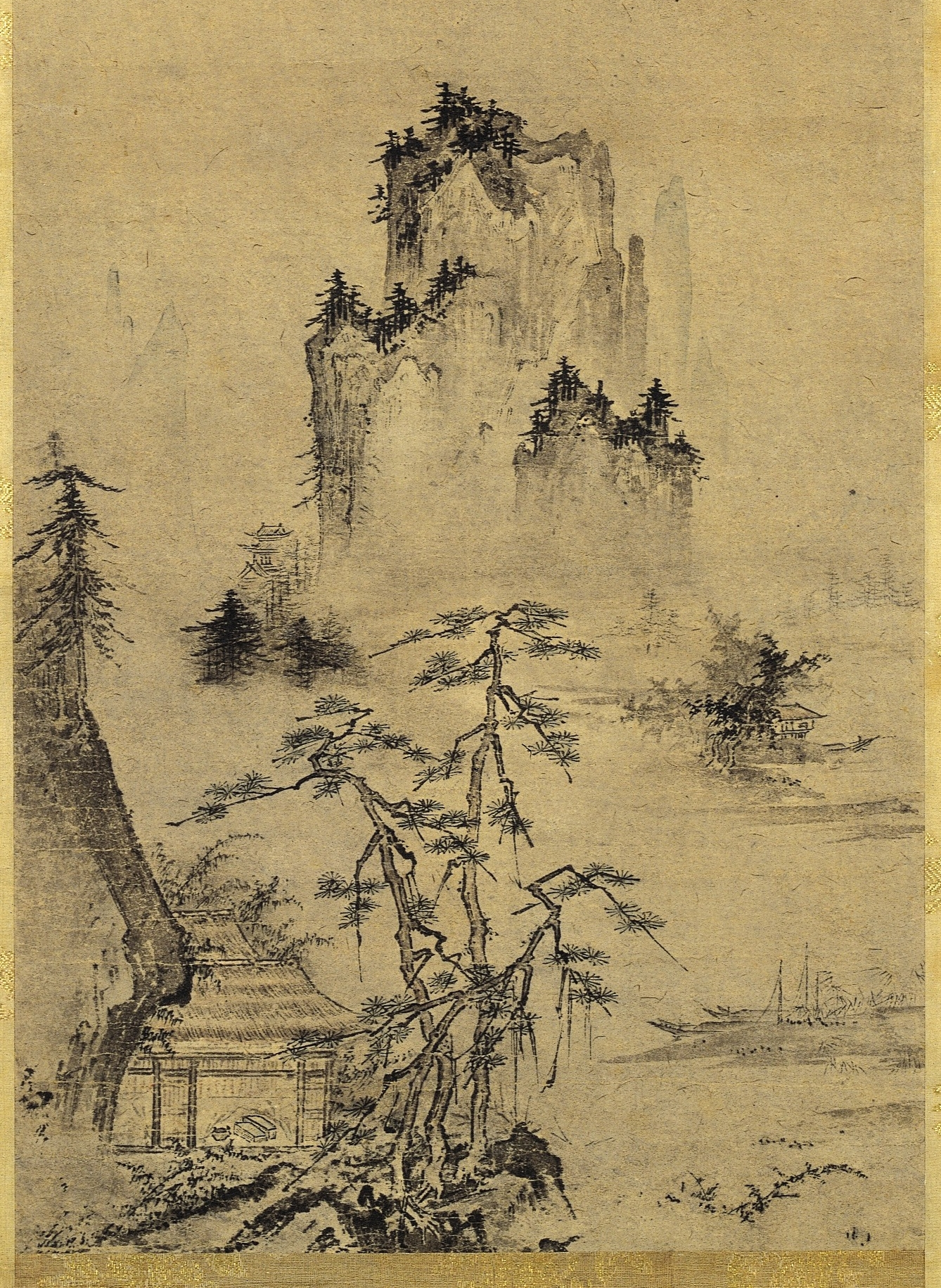
水色巒光図（山水画の部分、1445年）

周文（しゅうぶん、生没年不詳）は、室町時代中期の禅僧・画僧。周文は字で、道号は天章。画号は越渓。俗姓は藤倉氏。相国寺で如拙に画を学ぶ。雪舟等楊の師。画僧として著名であるが、仏像の制作にも携わっており、雲居寺の大仏（阿弥陀三尊）・仁王像の造立に関与したことでも知られる。

## 略歴

竹斎読書図（山水画の部分）

相国寺の都管（つかん、つうす）の職にあり、相国寺の庶務・会計として財政を担当するとともに、画家として俸禄を貰い足利将軍家の御用を務めた。1423年（応永30年）大蔵経を招来するための朝鮮派遣使節に参加し、その地で山水画を描いた。1430年（永享2年）には大和国片岡の達磨寺の達磨大師座像に彩色を施し、1440年（永享12年）には、雲居寺（うんごじ）の仏像の像容の参考とするため奈良東大寺に赴くなど、広い範囲の事績が知られ、1454年（享徳3年）頃まで生存していたようである。周文没後の将軍家御用は小栗宗湛に引き継がれた。他にも岳翁蔵丘や天遊松渓、雪舟等楊といった優秀な弟子を育て、室町時代の水墨画の確立に大きく貢献した。

## 周文様式
周文の作品にはもともと款記がなく、印章などは後に押された可能性が高いため、周文自身が実際に描いたという作品を特定できず、画風の実態については不明である。したがって伝称作品のうち、周文が活躍したであろう応永半ば以後から寛正年間までの約40年間に制作されたのが明らかで、しかも当時の周文の名声に相応しいような名作を「伝周文」作品として扱っている。そのため、最も真筆の可能性が高いと言われる代表作「水色巒光図」と「竹斎読書図」を比べても、筆致に明白な差異が存在する。共通する作品の特徴として、縦長の構図を用いた高遠の強調、馬遠や夏珪に倣った対角線構図の多用、力強い描線、等が挙げられる。後に周文様式と呼ばれたこうした画風は、実景の写生ではなく、記憶の中の景観や宋元画など先行作品の諸要素を抽出し再構成した、絵から絵を作ったものである。そのためリアリティーは無いが、中国画を元にしながらどの中国画にも似ておらず、周文様式という安定したスタイルの確立に周文の独自性がある。

## 伝周文作品

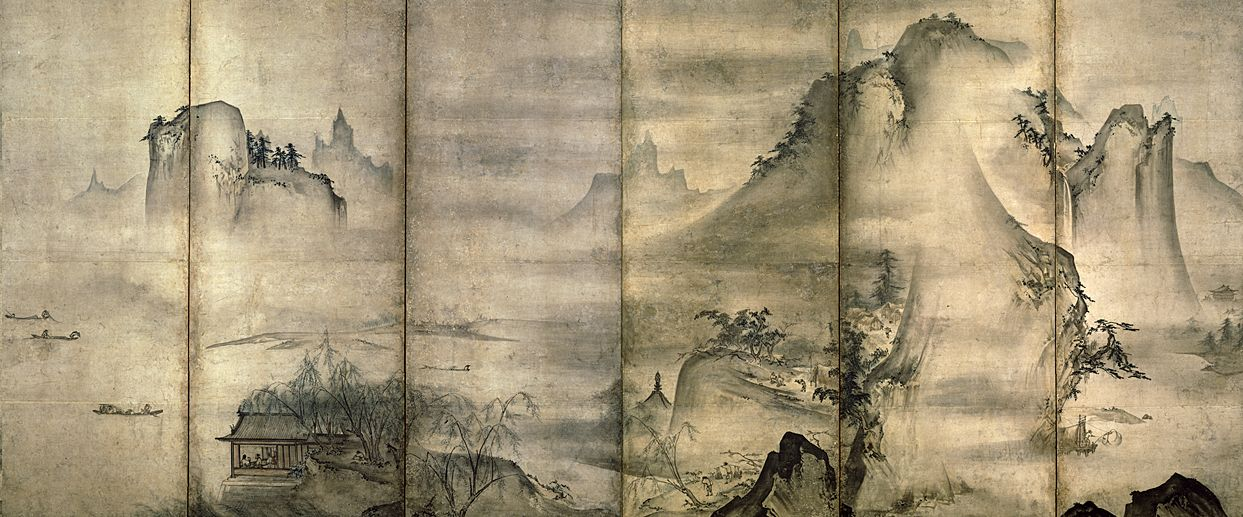
四季山水図屏風（右隻） 東京国立博物館蔵

### 国宝
- 水色巒光図（奈良国立博物館）[1] 一幅 紙本墨画淡彩 文安2年（1445年）
- 竹斎読書図（東京国立博物館） 一幅 紙本墨画淡彩

### 重要文化財
- 四季山水図屏風 （東京国立博物館） 六曲一双 紙本墨画淡彩
- 四季山水図屏風 （東京国立博物館） 六曲一双 紙本墨画淡彩
- 四季山水図屏風 （東京・前田育徳会）
- 四季山水図屏風 （愛知・真宗大谷派名古屋別院）
- 四季山水図屏風 （奈良・大和文華館） 六曲一双
- 四季山水図屏風 （東京・静嘉堂文庫） 六曲一双 紙本墨画淡彩

これらは周文より後、弟子の世代の作と考えられる。
- 三益斎図 （静嘉堂文庫） 一幅 応永25年（1418年）
- 蜀山図 （静嘉堂文庫） 一幅
- 聴松軒図 （静嘉堂文庫） 一幅
- 万里橋図 （静嘉堂文庫） 一幅
- 江天遠意図[2]（根津美術館） 一幅
- 山水図 （東京国立博物館） 一幅 紙本墨画淡彩
- 寒山拾得図 （東京国立博物館） 一幅 紙本墨画 春屋宗園後賛
- 陶淵明賞菊図 （東京・梅澤記念館） 一幅 応永32年（1425年）
- 陶弘景聴松図[3] （山梨県立博物館） 一幅 嘉吉2年（1442年）の賛
- 湛碧斎図 （兵庫・香雪美術館） 一幅
- 墨菊図 （和歌山・遍照光院）
- 舟行送別図 （京都国立博物館） 一幅 紙本墨画
- 帰郷省親図 （神奈川・常盤山文庫） 一幅
- 江山夕陽図 （個人蔵） 一幅 永享9年（1437年）頃

### その他
- 春秋山水図 （クリーブランド美術館） 六曲一隻 紙本墨画淡彩
- 蘇東坡図 （メトロポリタン美術館） 一幅

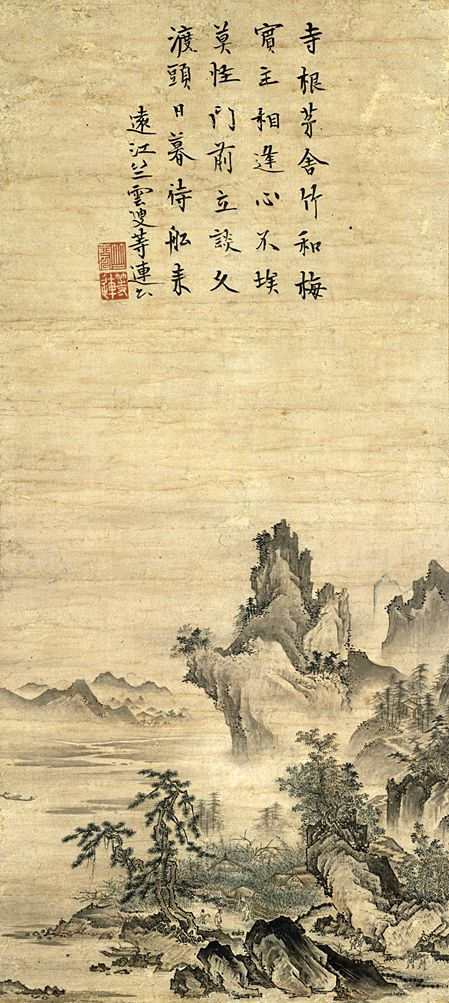
山水図 竺雲等連賛 東京国立博物館蔵
寒山拾得図 東京国立博物館蔵